# Blang Kekumur
Blang Kekumur is een bestuurslaag in het regentschap Aceh Tengah van de provincie Atjeh, Indonesië. Blang Kekumur telt 635 inwoners (volkstelling 2010).